# Druivenkoers 2024
La Druivenkoers 2024, sessantaquattresima edizione della corsa e valida come prova dell'UCI Europe Tour 2024 categoria 1.1, si svolse il 23 agosto 2024 su un percorso di 206,3 km, con partenza e arrivo a Overijse, in Belgio. La vittoria fu appannaggio dell'olandese Jelte Krijnsen, il quale completò il percorso in 4h46'33", alla media di 43,197 km/h, precedendo il francese Matis Louvel e il belga Jenthe Biermans.
Sul traguardo di Overijse 41 ciclisti, dei 132 partiti dalla medesima località, portarono a termine la competizione.

## Squadre e corridori partecipanti
| N.    | Cod. | Squadra                 |
| ----- | ---- | ----------------------- |
| 1-7   | LTD  | Lotto Dstny             |
| 11-17 | ADC  | Alpecin-Deceuninck      |
| 21-27 | ARK  | Arkéa-B&B Hotels        |
| 31-36 | COF  | Cofidis                 |
| 41-47 | IWA  | Intermarché-Wanty       |
| 51-57 | BWB  | Bingoal WB              |
| 61-67 | IPT  | Israel-Premier Tech     |
| 71-77 | Q36  | Q36.5 Pro Cycling Team  |
| 81-87 | TDT  | TDT-Unibet Cycling Team |
| 91-97 | TFB  | Team Flanders-Baloise   |

| N.      | Cod. | Squadra                 |
| ------- | ---- | ----------------------- |
| 101-107 | TUD  | Tudor Pro Cycling Team  |
| 111-117 | UXM  | Uno-X Mobility          |
| 121-126 | BTL  | Baloise Trek Lions      |
| 131-137 | DHM  | Deschacht-Group Hens    |
| 141-147 | BCY  | Beat Cycling Team       |
| 151-157 | HBJ  | Hagens Berman Jayco     |
| 161-167 | PHV  | Parkhotel Valkenburg CT |
| 173-177 | PWB  | Philippe Wagner-Bazin   |
| 181-187 | TIS  | Tarteletto-Isorex       |
| 191-197 | TRI  | Trinity Racing          |

## Ordine d'arrivo (Top 10)
| Pos. | Corridore         | Squadra | Tempo    |
| ---- | ----------------- | ------- | -------- |
| 1    | Jelte Krijnsen    | Q36.5   | 4h46'33" |
| 2    | Matis Louvel      | Arkéa   | a 39"    |
| 3    | Jenthe Biermans   | Arkéa   | a 48"    |
| 4    | Jenno Berckmoes   | Lotto   | s.t.     |
| 5    | Pier-André Côté   | Israel  | s.t.     |
| 6    | Gianni Vermeersch | Alpecin | s.t.     |
| 7    | Aimé De Gendt     | Cofidis | s.t.     |
| 8    | Liam Slock        | Lotto   | a 1'12"  |
| 9    | Hugo Hofstetter   | Israel  | s.t.     |
| 10   | Stan Van Tricht   | Alpecin | s.t.     |